# Petrovče
Petrovče je naselje u slovenskoj Općini Žalecu. Petrovče se nalazi u pokrajini Štajerskoj i statističkoj regiji Savinjskoj. 

## Stanovništvo
Prema popisu stanovništva iz 2002. godine naselje je imalo 909 stanovnika.